# Nyla
Nailah Thorbourne, được biết đến với nghệ danh Nyla, là một ca sĩ và nhạc sĩ người Jamaica đến từ Kingston, Jamaica. Nyla là thành viên của nhóm nhạc R&B và reggae Brick &amp; Lace có album đầu tay, Love Is Wicked, được Geffen và KonLive phát hành năm 2007 và nổi bật trên bảng xếp hạng vớiđĩa đơn "Love Is Wicked". Cô được biết đến nhiều nhất khi được xuất hiện trên chương trình "Light It Up" của Major Lazer. Hiện tại cô sáng tác và biểu diễn như một nghệ sĩ solo và hiện đang thu âm và phát hành âm nhạc với một vài nghệ sĩ và nhà sản xuất nổi bật trên các bảng xếp hạng lớn.

## Thơ ấu
Nyla Thorbourne sinh ra có cha là người Jamaica và mẹ là người Mỹ gốc Phi ở Kingston, Jamaica. Cô có 3 chị em gái, Tasha, Nyanda và Candace Thorbourne. Nyla đã đến trường trung học Campion College trong thời gian nhóm Brick &amp; Lace của cô được thành lập. Sau khi tốt nghiệp trung học, Nyla đã học ngành marketing tại Miami Dade College.

## Sự nghiệp

### 2006–2012: Brick & Lace và Bloodline
Sự nghiệp âm nhạc của Nyla bắt đầu với tư cách là thành viên của nhóm nhạc pop/reggae Brick &amp; Lace. Năm 2006 nhóm đã ký một hợp đồng thu âm với Konvict Muzik /Geffen Records của Akon và phát hành album đầu tay của họ, Love Is Wicked trong năm 2007. Album có bốn đĩa đơn leo lên xếp hạng: "Never Never", "Get That Clear", "Bad to di Bone" và bản hit lớn nhất của họ cho đến nay, "Love Is Wicked", trụ hạng trong 97 tuần trong 7 bảng xếp hạng khác nhau trên toàn thế giới. Năm 2010, Nyla và các chị gái của cô đã thành lập một nhóm sáng tác có tên: Bloodline. Họ đã viết những bài hát cho Kelly Rowland, Christina Aguilera, Nicole Scherzinger, Leah Labelle và Arash. Năm 2012, cô đồng sáng tác đĩa đơn được chứng nhận vàn và, đứng đầu bảng xếp hạng "Follow the Leader", được thực hiện bởi Wisin &amp; Yandel kết hợp với Jennifer Lopez. "Follow the Leader" đã có những bước tiến trên tất cả các bảng xếp hạng Latin và là một trong những tác phẩm thống trị tại thị trường Latin trong năm mà nó phát hành.

### Hiện tại 2014: Solo ra mắt
Vào năm 2015, Nyla đã phối hợp trong bài hát " Light It Up " của Major Lazer, một ca khúc trong album Peace Is the Mission. Sau đó, một bản phối lại của bài hát có sự tham gia của Fuse ODG đã được phát hành dưới dạng đĩa đơn, nhận được đánh giá rất tích cực và xếp hạng top 10 và đạt vị trí số 1 ở nhiều quốc gia trên khắp châu Âu. Bài hát cũng đứng đầu nhiều định dạng kỹ thuật số (Spotify, Pandora và Shazam). Năm 2016, Nyla cũng góp mặt trong bài hát "Good Vibe" cùng với nghệ sĩ Strobe thuộc Warner Bros Recording. Kỷ lục được đón nhận với hơn 1 triệu lượt phát sóng cho đến nay trên Spotify. Vào năm 2017, Nyla đã chọn đúng nơi cô rời đi với việc phát hành Ed Sheeran "Shape Of You" (Major Lazer Remix) cùng với Nyla & Kranium.

## Danh sách đĩa hát

### Đĩa đơn

#### Là nghệ sĩ chính
- 2013: Stand up
- 2014: Body Calling

#### Là nghệ sĩ phối hợp
| Title                                                                    | Year | Peak chart positions | Peak chart positions      | Peak chart positions | Peak chart positions | Peak chart positions | Peak chart positions | Peak chart positions | Peak chart positions | Peak chart positions | Peak chart positions | Certifications               | Album                |
| Title                                                                    | Year | US                   | US<br id="mwTg"><br>Dance | CAN                  | AUS                  | AUT                  | BEL (FL)             | FRA                  | NLD                  | SWI                  | UK                   | Certifications               | Album                |
| ------------------------------------------------------------------------ | ---- | -------------------- | ------------------------- | -------------------- | -------------------- | -------------------- | -------------------- | -------------------- | -------------------- | -------------------- | -------------------- | ---------------------------- | -------------------- |
| "Pornstar" (Sean Paul featuring Nyla)                                    | 2013 | —                    | —                         | —                    | —                    | —                    | —                    | —                    | —                    | —                    | —                    |                              |                      |
| "I Want You (Remix)" (Tafari featuring Nyla)                             | 2014 | —                    | —                         | —                    | —                    | —                    | —                    | —                    | —                    | —                    | —                    |                              |                      |
| "Touch Me There" (Redsan featuring Nyla)                                 | 2014 | —                    | —                         | —                    | —                    | —                    | —                    | —                    | —                    | —                    | —                    |                              |                      |
| "Light It Up" (Major Lazer featuring Nyla)                               | 2015 | —                    | —                         | —                    | —                    | 9                    | —                    | —                    | —                    | —                    | —                    |                              |                      |
| "Light It Up (Remix)" (Major Lazer featuring Nyla and Fuse ODG)          | 2015 | 73                   | 7                         | 32                   | 54                   | —                    | 4                    | 14                   | 2                    | 7                    | 7                    | - BPI: Platinum - ARIA: Gold | Peace Is the Mission |
| "Too Cool" (Sneakbo featuring Nyla)                                      | 2016 | —                    | —                         | —                    | —                    | —                    | —                    | —                    | —                    | —                    | —                    |                              |                      |
| "Good Vibe" (Strobe featuring Nyla)                                      | 2016 | —                    | —                         | —                    | —                    | —                    | —                    | —                    | —                    | —                    | —                    |                              |                      |
| "Shape Of You (Major Lazer Remix)" (Ed Sheeran featuring Nyla & Kranium) | 2017 | —                    | —                         | —                    | —                    | —                    | —                    | —                    | —                    | —                    | —                    |                              |                      |
| "Young Hearts" (Henry Fong featuring Nyla & Stylo G)                     | 2017 | —                    | —                         | —                    | —                    | —                    | —                    | —                    | —                    | —                    | —                    |                              |                      |